# Coupe d'Europe des vainqueurs de coupe de football 1982-1983
Navigation
Coupe des coupes 1981-1982 Coupe des coupes 1983-1984
La Coupe d'Europe des vainqueurs de coupe 1982-1983 voit la victoire du club écossais d'Aberdeen, qui bat le Real Madrid lors de la finale disputée au Nya Ullevi de Göteborg. Il s'agit du premier titre européen pour Aberdeen et c'est la deuxième fois qu'un club écossais remporte la compétition après le succès des Glasgow Rangers en 1972. Quant aux Merengue, c'est leur deuxième défaite en finale de Coupe des Coupes, après celle de 1971.
C'est l'attaquant espagnol du Real Madrid, Carlos Santillana, qui termine meilleur buteur de l'épreuve avec huit réalisations.

## Tour préliminaire
| Équipe 1     | Résultat | Équipe 2       | Aller | Retour |
| ------------ | -------- | -------------- | ----- | ------ |
| Aberdeen FC  | 11 - 1   | FC Sion        | 7 - 0 | 4 - 1  |
| Swansea City | 3 - 1    | Sporting Braga | 3 - 0 | 0 - 1  |

## Seizièmes de finale
| Équipe 1                   | Résultat | Équipe 2                 | Aller  | Retour |
| -------------------------- | -------- | ------------------------ | ------ | ------ |
| Coleraine FC               | 0 - 7    | Tottenham Hotspur        | 0 - 3  | 0 - 4  |
| Torpedo Moscou             | 1 - 1    | Bayern Munich            | 1 - 1e | 0 - 0  |
| Aberdeen FC                | 1 - 0    | KS Dinamo Tirana         | 1 - 0  | 0 - 0  |
| ÍB Vestmannaeyja           | 0 - 4    | Lech Poznań              | 0 - 1  | 0 - 3  |
| Swansea City               | 17 - 0   | Sliema Wanderers         | 12 - 0 | 5 - 0  |
| Lokomotiv Sofia            | 2 - 5    | Paris Saint-Germain      | 1 - 0  | 1 - 5  |
| Dynamo Dresde              | 4 - 4    | B 93 Copenhague          | 3 - 2e | 1 - 2  |
| K. Waterschei SV THOR Genk | 8 - 1    | Red Boys Differdange     | 7 - 1  | 1 - 0  |
| Galatasaray SK             | 3 - 2    | Kuusysi Lahti            | 2 - 1  | 1 - 1  |
| Austria Vienne             | 3 - 2    | Panathinaïkos            | 2 - 0  | 1 - 2  |
| Lillestrøm SK              | 0 - 7    | Étoile rouge de Belgrade | 0 - 4  | 0 - 3  |
| FC Barcelone               | 9 - 1    | Apollon Limassol         | 8 - 0  | 1 - 1  |
| Limerick FC                | 1 - 2    | AZ Alkmaar               | 1 - 1  | 0 - 1  |
| Inter Milan                | 3 - 2    | Slovan Bratislava        | 2 - 0  | 1 - 2  |
| FC Baia Mare               | 2 - 5    | Real Madrid              | 0 - 0  | 2 - 5  |
| IFK Göteborg               | 2 - 4    | Újpest FC                | 1 - 1  | 1 - 3  |

## Huitièmes de finale
| Équipe 1                 | Résultat | Équipe 2                   | Aller | Retour |
| ------------------------ | -------- | -------------------------- | ----- | ------ |
| Tottenham Hotspur        | 2 - 5    | Bayern Munich              | 1 - 1 | 1 - 4  |
| Aberdeen FC              | 3 - 0    | Lech Poznań                | 2 - 0 | 1 - 0  |
| Swansea City             | 0 - 3    | Paris Saint-Germain        | 0 - 1 | 0 - 2  |
| B 93 Copenhague          | 1 - 6    | K. Waterschei SV THOR Genk | 0 - 2 | 1 - 4  |
| Galatasaray SK           | 3 - 4    | Austria Vienne             | 2 - 4 | 1 - 0  |
| Étoile rouge de Belgrade | 3 - 6    | FC Barcelone               | 2 - 4 | 1 - 2  |
| AZ Alkmaar               | 1 - 2    | Inter Milan                | 1 - 0 | 0 - 2  |
| Real Madrid              | 4 - 1    | Újpest FC                  | 3 - 1 | 1 - 0  |

## Quarts de finale
| Équipe 1            | Résultat | Équipe 2                   | Aller | Retour   |
| ------------------- | -------- | -------------------------- | ----- | -------- |
| Bayern Munich       | 2 - 3    | Aberdeen FC                | 0 - 0 | 2 - 3    |
| Paris Saint-Germain | 2 - 3    | K. Waterschei SV THOR Genk | 2 - 0 | 0 - 3 ap |
| Austria Vienne      | 1 - 1    | FC Barcelone               | 0 - 0 | e1 - 1   |
| Inter Milan         | 2 - 3    | Real Madrid                | 1 - 1 | 1 - 2    |

## Demi-finales
| Équipe 1       | Résultat | Équipe 2                   | Aller | Retour |
| -------------- | -------- | -------------------------- | ----- | ------ |
| Aberdeen FC    | 5 - 2    | K. Waterschei SV THOR Genk | 5 - 1 | 0 - 1  |
| Austria Vienne | 3 - 5    | Real Madrid                | 2 - 2 | 1 - 3  |

## Finale
| Équipe 1    | Résultat | Équipe 2    |
| ----------- | -------- | ----------- |
| Aberdeen FC | 2 - 1    | Real Madrid |